# Зимовий сад (фільм, 1895)
«Зимовий сад» (нім. Wintergartenprogramm) — німецький збірник короткометражних фільмів знятих Максом Складановським в 1895 році.

## Сюжет
Фільм йшов під акомпанемент живої музики і представляв кілька сцен, що ідуть підряд з популярними в той час танцями. В останній сцені, «Апофеоз», брати Складановські кланялися публіці.

## Цікаві факти
- Збірник було вперше показано в зимовому саду 1 листопада 1895 року і розглядається як перший комерційний показ кіно.
- В 1994 фільм було реконструйовано.